# Павелько Олексій Володимирович
Олексій Володимирович Павелько (нар. 12 травня 1986, Запоріжжя, УРСР) — український футболіст, півзахисник аматорського клубу «Мотор» (Запоріжжя).

## Життєпис
Народився в Запоріжжі. У ДЮФЛУ з 2000 по 2003 рік виступав за місцеву «Зірку». У сезоні 2002/03 років перебував у заявці запорізького «Металурга-2», але на футбольне поле в складі команди не виходив. У 2004 році виступав в аматорському чемпіонаті України за запорізький колектив «Спартак-ЗІДМУ». Під час зимової перерви сезону 2004/05 років перебрався до ПФК «Олександрія». У футболці «професіоналів» дебютував 27 квітня 2005 року в переможному (2:0) домашньому поєдинку 18-го туру групи Б Другої ліги України проти одеського «Реала». Олексій вийшов на поле на 85-й хвилині, замінивши Геннадія Приходька. Цей матч виявився єдиним у складі олександрійців.
По ходу сезону 2005/06 років приєднався до «Житичів». У футболці житомирського клубу дебютував 8 квітня 2006 року в переможному (2:1) домашньому поєдинку 18-го туру групи А Другої ліги України проти чернівецької «Буковини». Павелько вийшов на поле на 80-й хвилині, замінивши Ігора Мельника. Першим голом у професіональному футболі дебютував 26 квітня 2006 року на 67-й хвилині переможного (4:1) домашнього поєдинку 21-го туру групи А Другої ліги України проти рівненського «Вереса». Олексій вийшов на поле в стартовому складі та відіграв увесь матч. У другій половині сезону 2005/06 років зіграв 13 матчів (1 гол) у Другій лізі України.
Напередодні старту сезону 2006/07 років підсилив «Гірник». У футболці криворізького клубу дебютував 31 липня 2006 року в програному (0:2) виїзному поєдинку 1-го туру групи Б Другої ліги України проти красноперекопського «Хіміка». Олексій вийшов на поле в стартовому складі та відіграв увесь матч. Єдиним голом за «Гірник» відзначився 30 квітня 2007 року на 57-й хвилині нічийного (2:2) виїзного поєдинку 22-го туру групи Б Другої ліги України проти донецького «Шахтаря-3». Павелько вийшов на поле в стартовому складі та відіграв увесь матч. За півтора сезони, проведені в Кривому Році,  зіграв 46 матчів (1 гол) у Другій лізі України.
У 2008 році виступав за аматорський колектив «ДЮСШ-Зеніт» (Боярка). Влітку 2008 року став гравцем «Дніпра». У футболці черкаського клубу дебютував 20 липня 2008 року в переможному (1:0) домашнього поєдинку 1-го туру групи А Другої ліги України проти «Княжої-2». Олексій вийшов на поле на 40-й хвилині, замінивши Олексія Притуляка. Єдиним голом за «дніпрян» відзначився 12 вересня 2008 року на 31-й хвилині переможного (5:1) виїзного поєдинку проти «Коростеня». Павелько вийшов на поле в стартовому складі, а на 70-й хвилині його замінив Роман Фатій. У першій половині сезону 2008/09 років зіграв 18 матчів (1 гол) у Другій лізі України, а ще 1 поєдинок провів у кубку України. Під час зимової перерви сезону 2008/09 років перебрався в «Єдність». У футболці плисківського клубу дебютував 4 квітня 2009 року в переможному (4:0) домашньому поєдинку 22-го туру групи А Другої ліги України проти «Бастіона». Олексій вийшов на поле в стартовому складі, а на 81-й хвилині його замінив Роман Журба. Навесні 2009 року зіграв 6 матчів за «Єдність». На початку сезону 2009/10 років розпочав у заявці «Єдності», але вже незабаром перебрався до миколаївського «Торпедо». Виступав за «торпедівців» у чемпіонаті Миколаївської області, ще 1 поєдинок провів в аматорському чемпіонаті України.
Під час зимової перерви сезону 2009/10 років став гравцем «Олкома». У футболці мелітопольського клубу дебютував 16 жовтня 2009 року в програному (0:3) виїзному поєдинку 13-го туру групи Б Другої ліги України проти маріупольського «Іллічівця-2». Павелько вийшов на поле в стартовому складі, а на 63-й хвилині його замінив Євген Воробйов. Єдиними голом за «Олком» відзначився 1 листопада 2009 року на 30-й хвилині переможного (3:0) домашнього поєдинку 15-го туру групи Б Другої ліги України проти криворізького «Гірника». Євген вийшов на поле в стартовому складі, а на 90-й хвилині його замінив Денис Козлов. З липня по травень 2010 року — капітан команди. У сезоні 2009/10 років зіграв 13 матчів (1 гол) у Другій лізі України.
На початку липня 2010 року підсилив «Фенікс-Іллічовець». У футболці калінінського клубу дебютував 17 липня 2010 року в програному (0:3) домашньому поєдинку 1-го туру Першої ліги України проти «Львова». Павелько вийшов на поле на 55-й хвилині, замінивши Дмитра Леонова. Загалом у Другій лізі зіграв 15 матчів, ще 2 поєдинки провів у кубку України. На початку січня 2011 року став гравцем «Десни». У футболці чернігівського клубу дебютував 23 квітня 2011 року в програному (0:1) домашньому поєдинку 16-го туру групи А Другої ліги України проти плисківської Єдності. Олексій вийшов на поле в стартовому складі та відіграв увесь матч. Першим голом за «Десну» відзначився 30 липня 2011 року на 50-й хвилині переможного (4:0) домашнього поєдинку групи А Другої ліги України проти «СКАД-Ялпуга». Павелько вийшов на поле в стартовому складі та відіграв увесь матч. За півтора сезони, проведені у складі чернігівців, зіграв 27 матчі (4 голи) у Другій лізі та 1 матч у кубку України.
У середині липня 2012 року підписав контракт з «Нафтовик-Укрнафтою». У футболці охтирського клубу дебютував 14 липня 2012 року в нічийному (2:2) домашньому поєдинку 1-го туру Першої ліги України проти «Севастополя». Олексій вийшов на поле в стартовому складі, а на 26-й хвилині його замінив Сергій Артюх. Першим голом за «нафтовиків» відзначився 29 вересня 2013 року на 81-й хвилині переможного (2:0) виїзного поєдинку 12-го туру Першої ліги України проти «Сум». Павелько вийшов на поле в стартовому складі та відіграв увесь матч. В охтирській команді провів 4 сезони, за цей час у Першій лізі України зіграв 77 матчі (2 голи), ще 4 поєдинки зіграв у кубку України.
5 липня 2016 року підписав контракт з «Геліосом». У футболці харківського клубу дебютував 30 липня 2016 року в переможному (3:1) виїзному поєдинку 2-го туру Першої ліги України проти ковалівського «Колоса». Олексій вийшов на поле в стартовому складі та відіграв увесь матч, а на 75-й хвилині отримав жовту картку. У липні—жовтні 2016 року зіграв 7 матчів у Першій лізі України та 1 поєдинок у кубку України. 23 листопада 2016 року залишив команду.
24 січня 2017 року став гравцем «Інгульця». У футболці петрівського клубу дебютував 18 березня 2017 року в переможному (1:0) домашньому поєдинку 21-го туру Першої ліги України проти «Миколаєва». Павелько вийшов на поле в стартовому складі та відіграв увесь матч. У команді провів півтора сезони, за цей час у футболці «Інгульця» в Першій лізі України зіграв 34 матчі та 1 поєдинок у кубку України, ще 3 матчі зіграв у Другій лізі України за «Інгулець-2». 25 травня 2018 року залишив петрівський клуб.
На початку липня 2018 року став гравцем «Мотора», у футболці якого виступав в аматорському чемпіонаті України та чемпіонат Запорізької області.